# 台湾菱叶常春藤
台湾菱叶常春藤（学名：Hedera rhombea var. formosana）是五加科常春藤属的变种。分布在台湾等地，生长于海拔800米至2,500米的地区，在中海拔云雾林带中是属于指标植物的物种，可供作绿篱、吊盆及墙面绿化用。